# Église Saint-Jean-Baptiste de Charroux
L'église Saint-Jean-Baptiste est une église catholique située sur la commune de Charroux, dans le département de l'Allier, en France.

## Historique
Le clocher partiellement détruit, ayant conservé un sommet tronqué, a été une dégradation mystérieuse, longtemps attribuée à tort à la Révolution. L'érudit régional Raymond Bonnal a enfin trouvé la réponse en 2019 dans un manuscrit : la foudre a endommagé le clocher en 1662.
L'édifice est classé au titre des monuments historiques par arrêté du 3 septembre 1912.

## Description
Le vitrail de saint Sébastien est l'œuvre de Lucien Chatain.

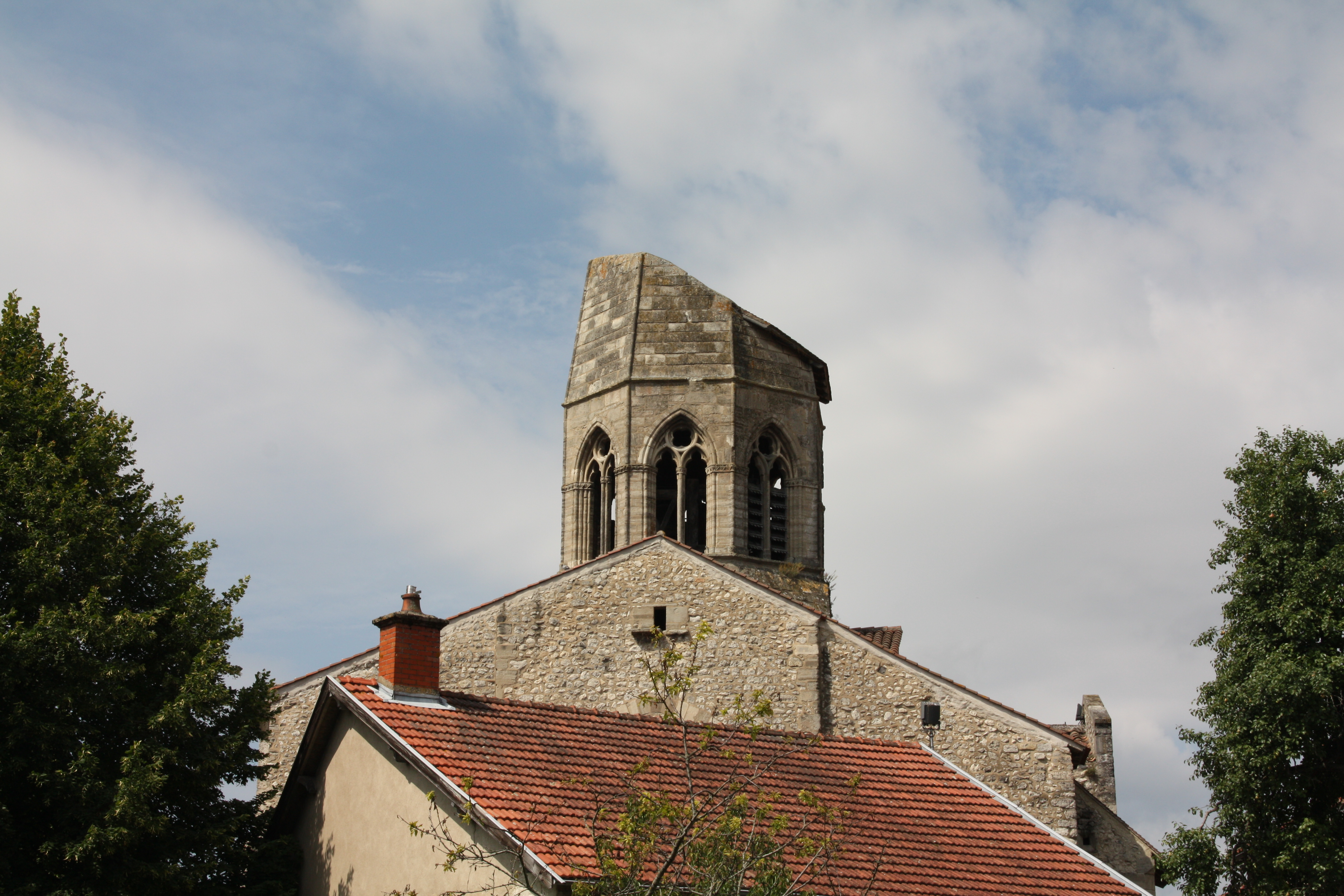
Le clocher tronqué.
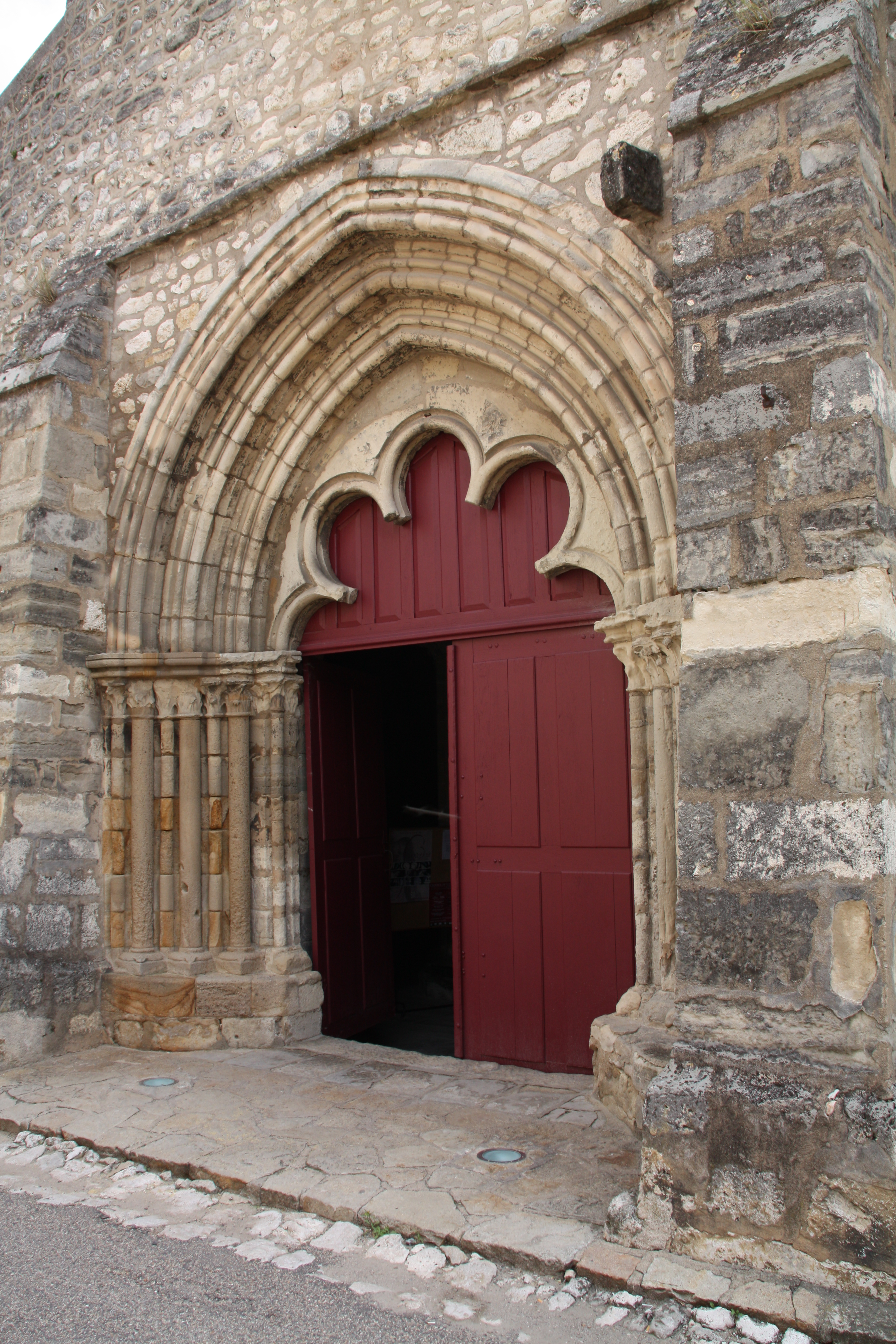
Le porche gothique.